# Gabriele Corbo
Gabriele Corbo (Nápoles, 11 de enero de 2000) es un futbolista italiano que juega en la demarcación de defensa para el Delfino Pescara 1936 de la Serie B.

## Biografía
Empezó a formarse como futbolista en el Spezia Calcio, hasta que finalmente el 11 de mayo de 2018 debutó con el primer equipo en un partido de la Serie B contra el U. S. Avellino 1912, partido en el que debutó como titular y fue sustituido por Daniele Capelli en el minuto 69 y que finalizó con un resultado de 1-0 a favor del combinado avellinesi. El 6 de agosto de 2018 se marchó traspasado al Bologna F. C. 1909, pudiendo debutar en la Serie A el 13 de mayo de 2019 contra el Parma Calcio 1913.
En septiembre de 2020 fue cedido al Ascoli Calcio 1898 FC una temporada. Tras la misma regresó a Bolonia antes de volver a ser prestado en diciembre de 2021 al CF Montréal para todo el año 2022. Pasado ese tiempo se acabó quedando en el equipo después de llegarse a un acuerdo para su traspaso.
El 31 de enero de 2025, tras su paso por la Major League Soccer, firmó con el Córdoba Club de Fútbol de la Segunda División de España. Allí completó la temporada y en julio regresó a Italia para jugar en el Delfino Pescara 1936.

## Clubes
| Club                           | País   | Año       | Partidos | Goles |
| ------------------------------ | ------ | --------- | -------- | ----- |
| Spezia Calcio                  | Italia | 2017-2018 | 1        | 0     |
| Bologna F. C. 1909             | Italia | 2018-2020 | 4        | 0     |
| Ascoli Calcio 1898 FC (cedido) | Italia | 2020-2021 | 15       | 0     |
| Bologna F. C. 1909             | Italia | 2021      | 0        | 0     |
| CF Montréal                    | Canadá | 2022-2024 | 84       | 0     |
| Córdoba C. F.                  | España | 2025      | 3        | 0     |
| Delfino Pescara 1936           | Italia | 2025-     |          |       |